# Asura latimargo
Asura latimargo är en fjärilsart som beskrevs av Walter Karl Johann Roepke 1946. Asura latimargo ingår i släktet Asura och familjen björnspinnare. Inga underarter finns listade i Catalogue of Life.